# Mokolé (langue)
Pour les articles homonymes, voir Mokolé.
Le mokolé est une langue nigéro-congolaise parlée au Bénin.

## Nom
Le mokolé est aussi appelé féri, mɔ̄kɔ́lé, mokollé, mokolé, mokwale, monkole.

## Utilisation
Le mokolé est parlé dans la ville de Kandi, au nord du Bénin et ses alentours, spécifiquement dans les villages au nord et à l'est.
Il est utilisé par des personnes de tous âges, à la maison comme au travail. Bien que l'éducation soit en français, les enfants préfèrent parler en mokolé en dehors des cours.
Une partie de ses locuteurs parle également bariba, boko, peul de Borgou, dendi, français, haoussa et yoruba.

## Alphabet
Le mokolé est écrit avec l'alphabet latin.